# عبد الإله الشهري
عبد الإله محمد الشهري مواليد 30 سبتمبر 2004، هو لاعب كرة قدم سعودي يلعب حالياً لنادي التقدم كظهير أيمن.

## مسيرة اللاعب
بدأ مع نادي الاتحاد ولعب بعدها مع نادي الروضة ونادي مضر ونادي التقدم.